# Chef Aid
Chef Aid est le quatorzième épisode de la deuxième saison de la série animée South Park, ainsi que le 27e épisode de l'émission.

## Synopsis
Chef a été spolié : on lui a volé des droits sur ses chansons. Après un procès chaotique où il doit régler une grosse amende, ses amis artistes l'aident en organisant le Chef Aid.